# 横山製薬
横山製薬株式会社（よこやませいやく）は、兵庫県明石市相生町に本社を置く日本の製薬会社である。1900年（明治33年）創業。コーポレートスローガンは「あなたの悩みイチコロリ」。

## 企業概要
創業者は横山長次郎。1900年（明治33年）、兵庫県明石市にて、煎じ薬や丸薬等の医薬品製造を開始。
1919年（大正8年）に発売した「イボコロリ」は、ストレートでわかりやすいネーミングでヒット商品となった。
その「イボコロリ」の研究・開発を進めるにあたっては、兵庫県明石市から岡山県までの間の地域を個別に宅訪し、イボができている方を探して実際に使用してもらい、薬の効果を確かめるという作業を繰り返した。このような積み重ねを経て発売に至った「イボコロリ」は、次第に横山製薬の主力商品となった。
戦後、全国紙を含む新聞媒体や雑誌、テレビなどでの広告宣伝に注力。国民的に「イボの治療といえばイボコロリ」とすぐに想起されるほど、全国的に認知度の高い商品となった。
現在も、「ウオノメ、タコ、イボ、イボコロリ～」のCMソングや、そのメロディーに合わせて動くアニメは幅広く認知されている。
1989年（平成元年）以降は、創業以来の家訓「薬に必要なのは、効果とともに“分かりやすさと使いやすさ”。特化した商品ゆえに外からの声を大事にする」に基づき、全国の販売店や消費者から集まる声を活かした研究・開発を加速化した。

## 歴代社長
1. 横山長次郎 - 1947年〜1969年
2. 横山茂 - 1969年〜1986年
3. 横山通明 - 1986年〜1989年
4. 横山慶子 - 1989年〜1996年
5. 横山晴人 - 1996年〜2001年
6. 井上雅文 - 2001年〜

## 代表的な商品と特徴

### イボコロリ　＜1919年（大正8年）発売＞

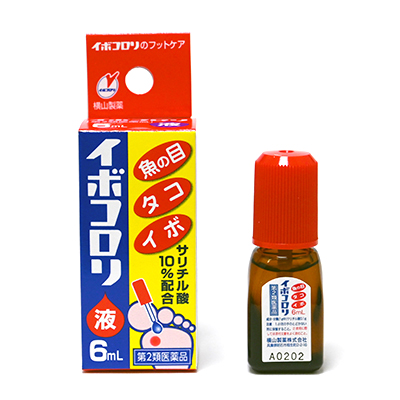
現在発売中のイボコロリ

［第2類医薬品］
角質軟化溶解作用を持つサリチル酸の効能を利用した医薬品（角質剥離剤）。液体タイプで、患部に塗布すると乾燥して白い被膜をつくり、厚く硬くなった皮膚をやわらかくして魚の目・タコ・イボを取り除く。

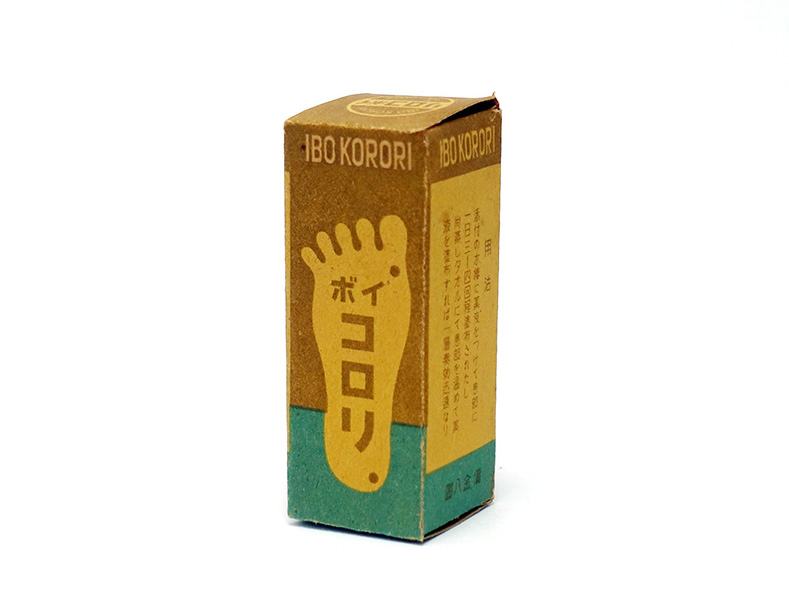
発売当時のイボコロリ

### イボコロリ絆創膏　＜1989年（平成元年）発売＞
［第2類医薬品］
絆創膏タイプの「イボコロリ」。S・M・L・フリーサイズと4種類あり、患部の大きさによって選べる。薬剤部に粘着性があり、患部に密着して有効成分であるサリチル酸の浸透効果を高める。保護用パッドが外部の刺激による患部の痛みをやわらげる。

### イボコロリ内服錠　＜2012年（平成24年）発売＞
［第3類医薬品］
首や顔、お腹、背中など、皮膚の柔らかい部分にできたイボを治療する内服用錠剤。生薬のヨクイニンから抽出されたエキスを錠剤にしたお薬。体にやさしく作用し、イボや皮膚のあれに効果がある。

### ウオノメコロリ　＜1996年（平成8年）発売＞
［第2類医薬品］
魚の目やタコ用の治療薬として開発。液体タイプで、「イボコロリ」の主成分であるサリチル酸に加え、乾燥した角質を湿らせる作用がある乳酸を配合した医薬品（角質剥離剤）。痛む患部を保護するウオノメパッド付。

### ウオノメコロリ絆創膏　＜1995年（平成7年）発売＞
［第2類医薬品］
絆創膏タイプの「ウオノメコロリ」。足裏用と足指用の2種類があり、部位によって選べる。薬剤部に粘着性があり、患部に密着して有効成分サリチル酸の浸透効果を高める。保護用パッドが外部の刺激による患部の痛みをやわらげる。

### 足専ラボシリーズ　＜2012年（平成24年）発売＞
『女性のために製薬会社が開発したフットケアシリーズ』というコンセプトのもとに開発されたフットケア用品ブランド。
・薬品付絆創膏
足指や足裏などの魚の目やタコを除去する薬品付絆創膏。
・クッションパッド
クッション性に優れた低反発のアクリル樹脂素材を使用。足裏や足の指にできた魚の目・タコを靴の圧迫痛から守る。
・ゲルマニウム足裏樹液シート
吸湿によって発熱するシート。寝ている間に、血流と代謝を促進し、疲れた筋肉をほぐして翌日の疲労感やコリを緩和する。
など

### ナチュラベーレTHEマイクロニードル＜2019年（令和元年）発売＞
「ナチュラベーレ」は、横山製薬では初となる化粧品ブランド。「THEマイクロニードル」はマイクロニードル技術を採用した針状の目元ケア用パック。10種の美容成分をミクロの針状に結晶化させ、その針を敷き詰めたシートを皮膚に貼ることで、角質層へ直接潤いを届ける新しいスキンケア用品。

## 沿革
- 1900年（明治33年）- 明石市にて医薬品製造販売業を始める。骨髄炎、リューマチ、脊髄炎の「天豹約」「狼獣剤」を発売。
- 1903年（明治36年）- ナマズ良薬「ピオチオール」を発売。
- 1919年（大正8年）- 社名を横山製薬に変更。同時に「イボコロリ」の製造販売を開始。
- 1946年（昭和21年）-「イボコロリ」の医薬品製造承認を受け、1瓶4円で発売。水虫薬「ピレポン」、流行性感冒薬「ヨコピリン」も発売。
- 1947年（昭和22年）‐ 横山製薬株式会社を設立、横山長次郎が初代社長に就任。テレビ・ラジオ・新聞・雑誌等で全国的に広告を展開。
- 1965年（昭和40年）- 新工場を建設。
- 1969年（昭和44年）- 横山茂が2代目社長に就任。
- 1986年（昭和61年）- 横山通明が3代目社長に就任。
- 1987年（昭和62年）- 本社新社屋完成。
- 1989年（平成元年）-「イボコロリ絆創膏」発売。横山慶子が4代目社長に就任。
- 1991年（平成3年）- シンボルマーク決定。
- 1993年（平成5年）-「ヨクイニン錠」発売。
- 1994年（平成6年）-「馬油」発売。
- 1995年（平成7年）-「ウオノメコロリ絆創膏 足指用」「ウオノメコロリ絆創膏 足裏用」発売。
- 1996年（平成8年）-「ウオノメコロリ」、かゆみ製剤「スキンヘルプクリーム」発売。横山晴人が6代目社長に就任。
- 1998年（平成10年）-「イボコロリ絆創膏・F」発売。
- 2001年（平成13年）‐ 井上雅文が7代目社長に就任。「ウオノメパッド」「外反母趾パッド」「靴ずれパッド」発売。
- 2005年（平成17年）-「虫よけリング」「虫よけシール」「虫よけシート」発売。
- 2007年（平成19年）-「虫よけ子供用」発売。
- 2008年（平成20年）-「ウオノメコロリ絆創膏50」「ジェルマークッション」「カチオンガードマスク」「ウィルスナイパーマスク」発売。
- 2011年（平成23年）-「虫よけシール」サンリオキャラクター発売。「虫よけループ」発売。
- 2012年（平成24年）‐「足専ラボ」シリーズ発売「イボコロリ内服錠」発売。
- 2013年（平成25年）-「キズコロリ液体絆創膏T」発売。
- 2019年（令和元年）-「ナチュラベーレ　THEマイクロニードル」発売。

## 広告展開

### テレビCM
本社のある兵庫県のテレビ局サンテレビで放送されている。朝日放送制作の「プロ野球リレーナイターおよびリレー中継」のスポンサーを担当していた事もあり、過去には岐阜放送や三重テレビ放送などで5秒バージョンも放送されていた。かつて「JNNニュース」（TBS系列・昼、1984年（昭和59年）頃）など全国ネット番組のスポンサーを務めた事もあった。
その他、関東地域ではテレビ東京やtvkなどでCMが放映されていた事もある他、北海道では北海道放送で早朝や深夜の天気予報のスポンサーになっていた事もある（現在は降板）。
漫才ブーム全盛の1980年代前半、当時人気があった女性漫才コンビの春やすこ・けいこをCMキャラクターに起用していた。

### ラジオCM
1951年（昭和26年）の民間放送開局から、日本全国のラジオ局でラジオCMを放送開始した。本社のある兵庫県などの近畿広域圏を放送対象地域とするMBSラジオでは、開局から現在に至るまでスポットCMが放送されている。またラジオ関西（兵庫県）やTBSラジオでもスポットCMが放送されている。

### 新聞広告
同社が本社を置く兵庫県一円で販売されている神戸新聞では、多数広告が掲載されている。その一方で、時折ではあるが朝日新聞・読売新聞の全国版などに製品名のみの2ベタ広告が掲載されてもいる。

## 事業所
本社・工場
兵庫県明石市相生町二丁目2番16号
東京オフィス
東京都港区港南一丁目9番36号 アレア品川 13階 201号
西神戸物流センター
兵庫県神戸市西区室谷一丁目3番5号

### 企業ホームページ
- 横山製薬

### ブランドホームページ
- イボコロリブランドサイト
- 足専ラボブランドサイト
- ナチュラベーレブランドサイト